# Grotte de Charlotte
 (mars 2017).
Si vous disposez d'ouvrages ou d'articles de référence ou si vous connaissez des sites web de qualité traitant du thème abordé ici, merci de compléter l'article en donnant les références utiles à sa vérifiabilité et en les liant à la section « Notes et références ».
La grotte de Charlotte ou grotte Charlotte (en allemand : « Charlottenhöhle ») est une grotte calcaire du Jura souabe située à Hürben, un quartier de la municipalité de Giengen an der Brenz dans le land de Bade-Wurtemberg. La grotte mesure 587 mètres de longueur et est à 487,5 mètres d'altitude. Les scientifiques estiment que la grotte s'est formée entre deux et trois millions d'années avant Jésus-Christ par l'érosion occasionnée par une ancienne rivière souterraine.